# 南大東空港
南大東空港（みなみだいとうくうこう、英: Minami-Daito Airport）は、沖縄県島尻郡南大東村（南大東島）にある地方管理空港である。

## 概要
沖縄本島から約360 km東方に位置する南大東島の東側に置かれている。強風時に船が接岸できない自然環境の南大東島において、航空機の就航は重要な役割を担う。年間利用客数は、合計48,766人（2019年度）。

## 沿革

### 旧空港
- 1934年（昭和9年）9月9月 - 日本海軍の飛行場 (海軍南大東島飛行場) として建設[3]
- 1963年（昭和38年） - 米国民政府が滑走路を整備。滑走路長は1,323 mとされた
- 1970年（昭和45年） - 民間（南西航空）の定期航空路線が開設（那覇線）、YS-11が就航。
- 1973年（昭和48年）2月 - 前年の沖縄県の本土復帰による設置許可（第三種空港）[3]。しかし、従来は米国法に準拠していた滑走路長の定義を航空法に照らすと800 mしかないことが判明。このため、当時就航していたYS-11の発着が禁じられた。

### 現空港
- 1997年（平成9年）7月 - 滑走路長1,500 mの新南大東空港が完成、旧空港を廃止し現在地に移転[3]。「新南大東空港」として開業。翌年3月には南大東空港に改称[3]。
- 2024年（令和6年）7月 - 北大東線が休止。当空港を発着する定期航空路線はすべて那覇空港発着便のみとなる。

## 施設
ターミナルは地上2階建。施設内には売店や観光プラザがあり、また送迎用の展望デッキ(無料)も備えている。

## 就航路線
琉球エアーコミューター (RAC)
- 那覇空港

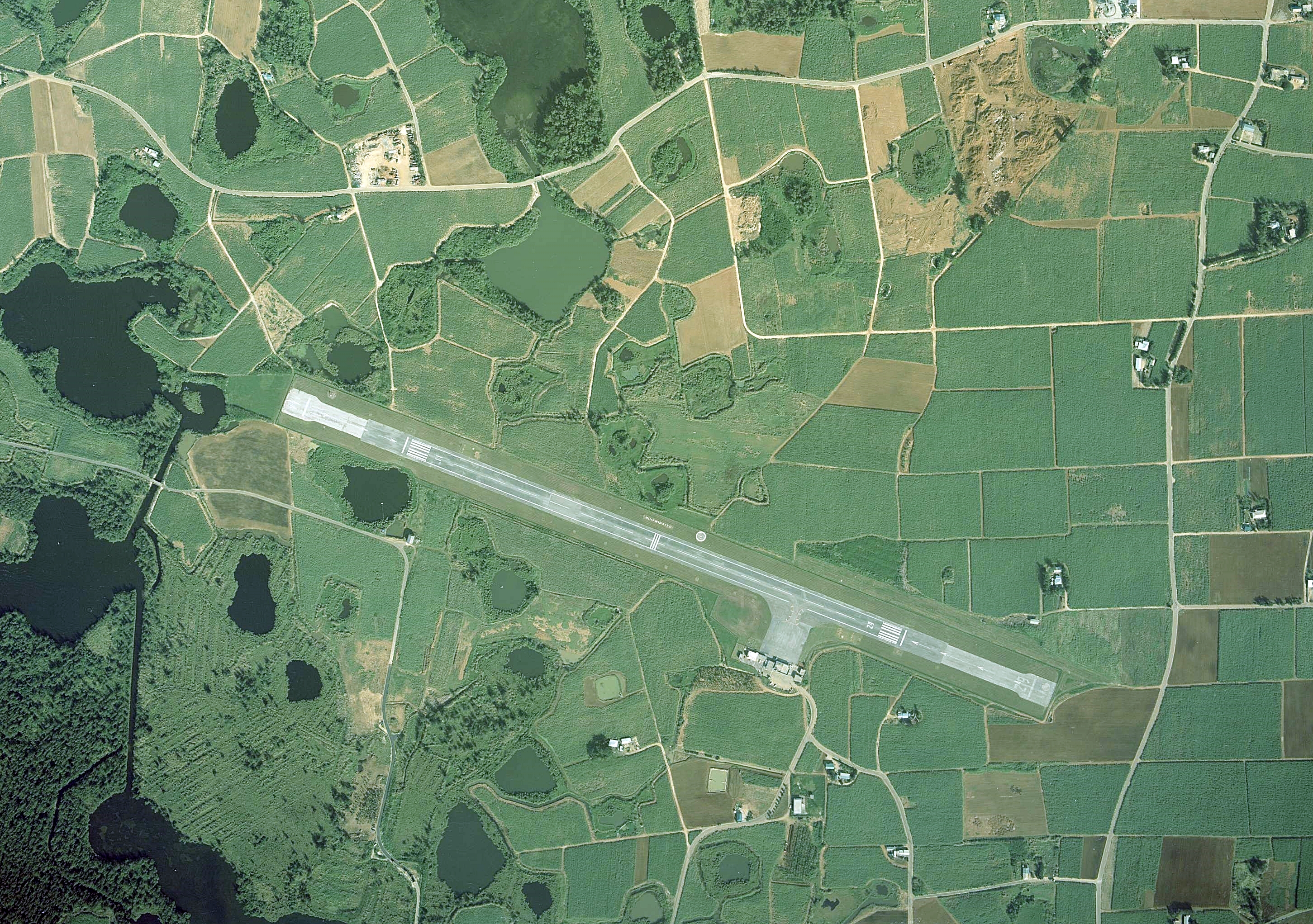
旧南大東空港付近の空中写真。
（1994年撮影）島の中央部の低湿地帯にあった。

2024年8月時点では、ボンバルディア社の DHC8-Q400CC（定員50名）による南大東空港　-　那覇空港線が1日2往復設定されている。
2024年7月までは、那覇空港の単純往復ではなく、同機により那覇空港 - 南大東空港 - 北大東空港 - 那覇空港の三角ルートで行われ、曜日によってその回りが逆になった（火・水・木曜が「南大東 → 北大東」の順、金・土・日・月曜が「北大東 → 南大東」の順）。南大東と北大東を結ぶ航空路線は日本一短い航空路線として知られていた。一部運賃を除き、南大東から那覇へは北大東への経由便であっても直行便と同じ運賃となる特例が適用された。2012年7月までは、JALマイレージバンクのマイル積算対象外となっていた。

## ギャラリー

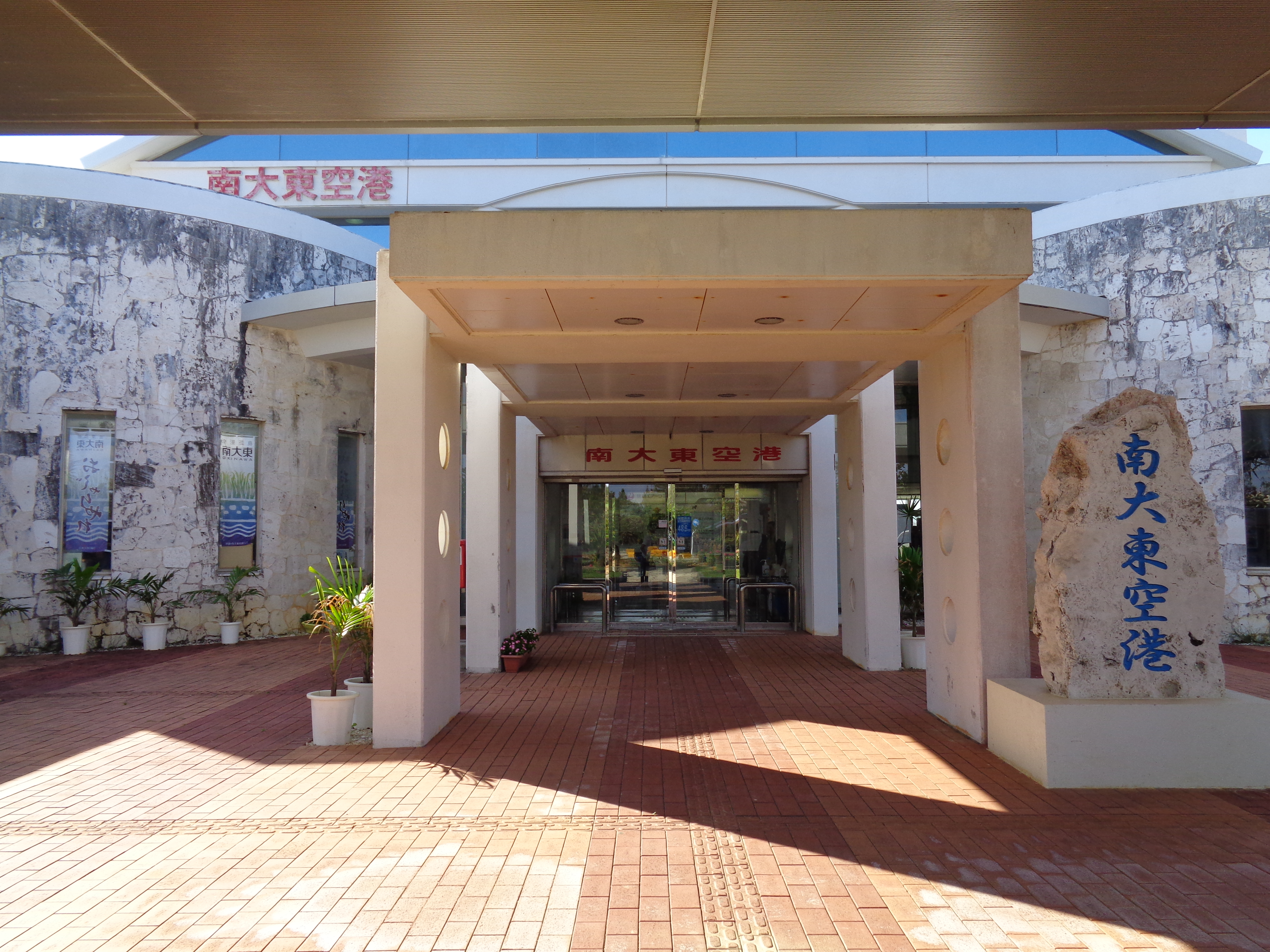
南大東空港ロビー入口
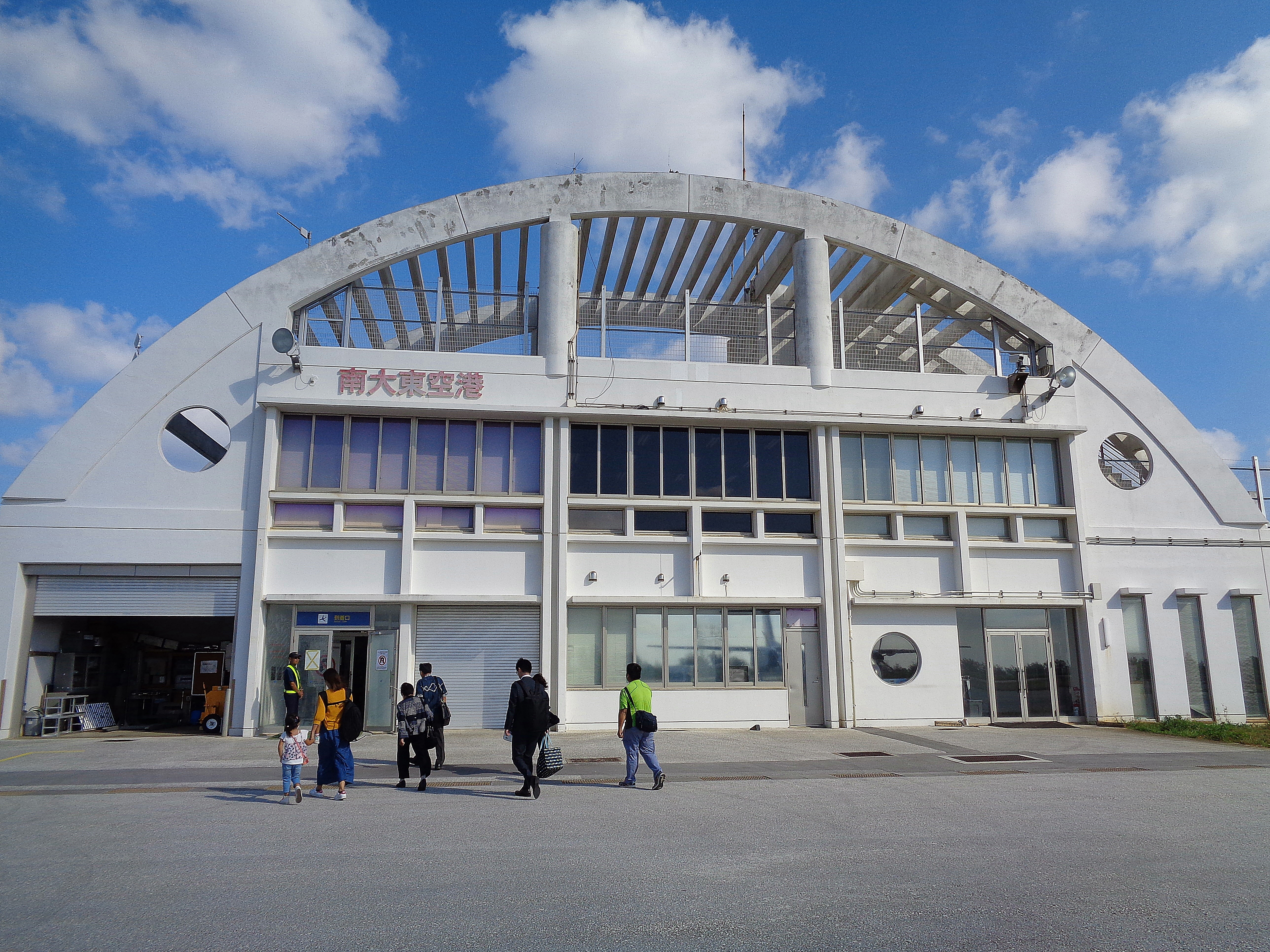
南大東空港制限区域側から見たターミナルビル
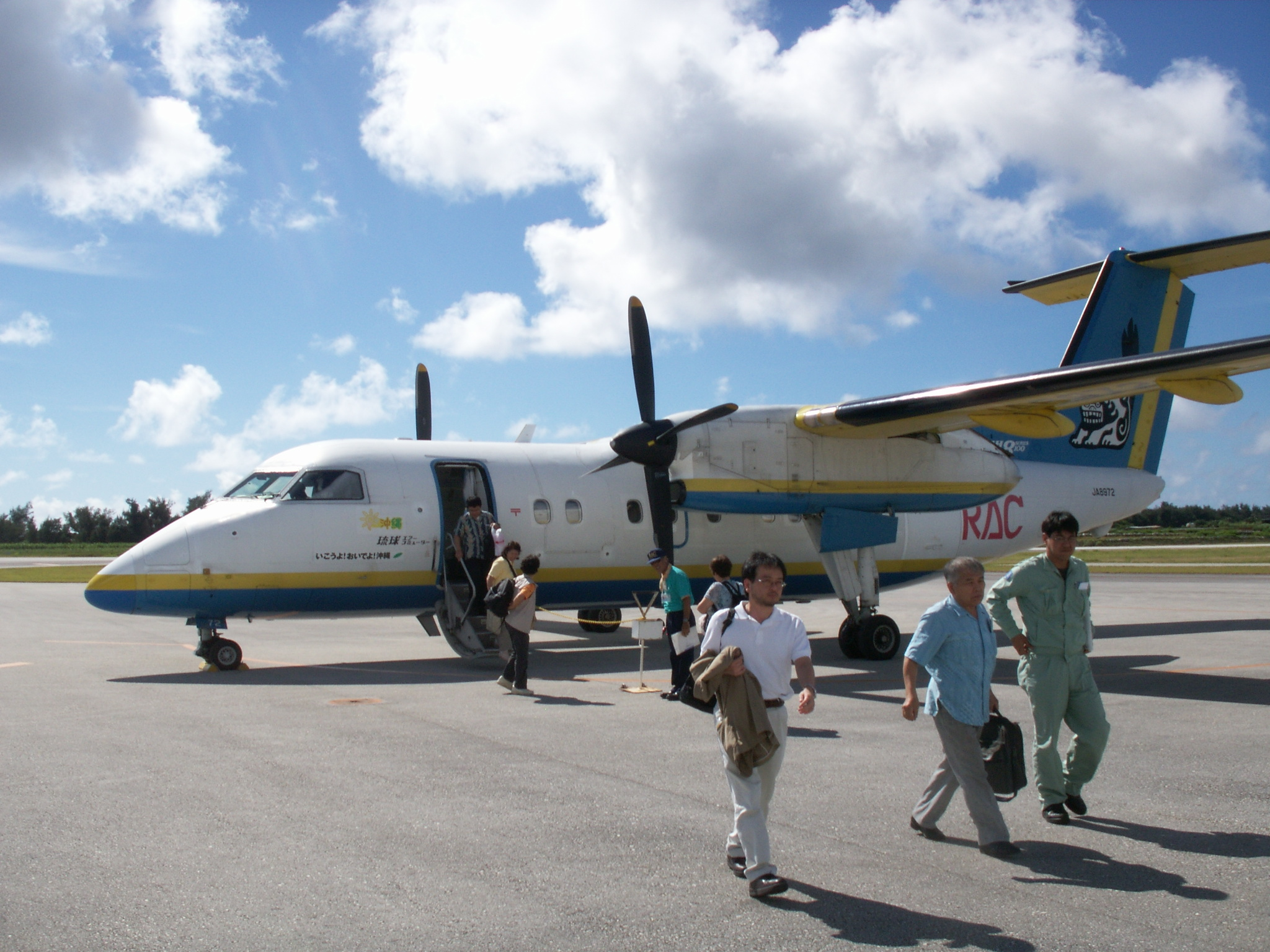
琉球エアーコミューターのDHC-8
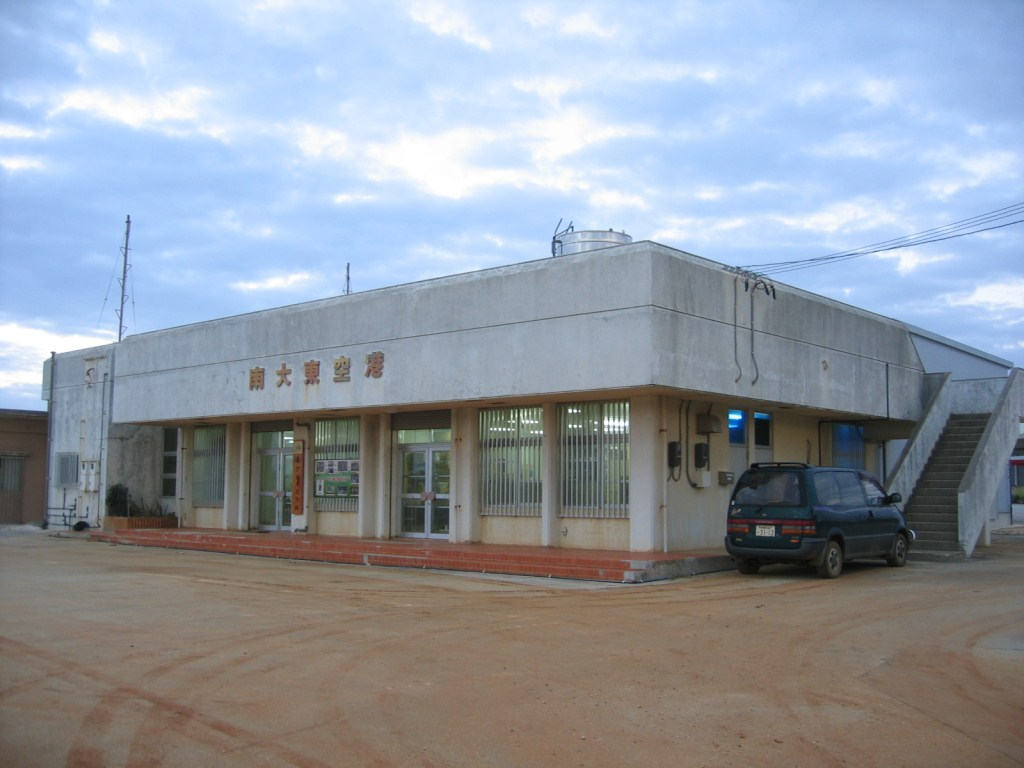
旧空港ターミナル

## その他
- 南大東空港と北大東空港とを結ぶ航空路は日本一短かった[5]。
  - 直線距離にして約12 km（7マイル）
  - 所要時間15分
  - 本路線の休止以降は、鹿児島県の奄美空港と喜界空港を結ぶ路線が日本最短となっている。
- 旧空港(海軍南大東島飛行場) のターミナルビルは、沖縄電力の社内ベンチャー制度で設立されたラム酒の酒造会社グレイス・ラムの社屋として再利用されている[6]。外にある「南大東空港」の看板が現存しているほか、建物内にも空港時代の表示や航空会社の看板などがそのまま残されており、見学も可能である[7]。また滑走路跡には村営住宅や、南大東村のビジターセンターである「島まるごと館」が建っている[8]。